# Codename Outbreak
Codename: Outbreak – komputerowa gra akcji w konwencji FPP stworzona przez ukraiński zespół GSC Game World, który między innymi stworzył gry takie jak Kozacy: Europejskie boje i American Conquest oraz S.T.A.L.K.E.R.: Shadow of Chernobyl.

## Fabuła
10 kwietnia 2012 roku w stację pogodową w Montanie w USA uderza meteoryt, który oderwał się od przelatującej w niewielkiej odległości od Ziemi komety JK4538-XK. Wkrótce na miejsce katastrofy przybywa profesor John Hopkins wraz z grupą naukowców. Stwierdzają, że w strefie uderzenia nie ma skażenia chemicznego ani radioaktywnego. 15 kwietnia łączność z obozem zostaje zerwana. Następnego dnia wysłano dwa radiowozy, lecz jedynym komunikatem przerywającym ciszę radiową jest prośba o pomoc. Rząd USA podejrzewa o zamach organizację terrorystyczną o nazwie Montana Eagles (Orły z Montany), więc posyła na miejsce brygadę komandosów, która jednak przepada bez śladu. Na miejsce zostaje wysłana druga ekipa, której działaniami kieruje gracz. Okazuje się, że wszyscy w zagrożonej strefie zostali zarażeni tajemniczym pasożytem obcego pochodzenia ingerującym w ich mózg. Całkowicie opanowuje on swojego żywiciela i kontroluje jego zachowanie. Sytuacja zaczyna być groźna, kiedy obcy opanowują coraz więcej ludzi i obiektów o charakterze wojskowym.

## Rozgrywka
Gracz kieruje oddziałem komandosów. Koordynuje ich działania i wydaje rozkazy swoim podwładnym. Może w dowolnej chwili przełączyć się na dowolnego z nich. Do dyspozycji oddane zostają między innymi gogle termowizyjne, noktowizor oraz futurystyczny karabin szturmowy rozbudowany o granatnik, strzelbę i celownik optyczny. Dostępna jest mapa satelitarna terenu działań oraz ekran ekwipunku. Zdrowie żołnierza można polepszyć poprzez użycie strzykawki ze specjalną substancją.